# Катаколо
Катаколо — офшорне нафтове родовище, розташоване у грецькому секторі Іонічного моря біля західного узбережжя Пелопоннесу. Станом на початок 2020-х не введене у розробку.

## Характеристика
Родовище розташоване в районі з глибиною моря 300 метрів, проте лише за 3,5 км від мису Катаколон. Його відкрили у 1981 році за допомогою похило-спрямованої свердловини West Katakolo-1, спорудженої з берегового майданчику. Подальшу розвідку провели за допомогою свердловин West Katakolo-1A (бічний стовбур), South Katakolo-1, а у 1982-му пробурили West Katakolo-2 та South Katakolo-1А (бічний стовбур). West Katakolo-1 та West Katakolo-2 виявили нафту у карбонатних породах, при цьому остання на тестуванні дала притік до 1400 барелів на добу, тоді як в South Katakolo-1А отримали газопрояви з відкладень тріасу. Після проведення у 1984-му сейсмічних досліджень розвідувальна активність на родовищі була згорнута.
Вважається, що Катаколо є нафтовим родовищем із газовою шапкою. Станом на кінець 2010-х його запаси (категорія 2Р) оцінювались у 10,5 млн барелів нафти, а ресурси (категорії 2С) — у 0,18 млрд м3 газу.
Станом на кінець 2020-х правом на розробку родовища володіла компанія Energean (здійснює видобуток у Греції на півночі Егейського моря — родовища Прінос, Епсілон, Прінос-Північ).